# API认证
API认证是美国石油学会颁发的质量认证。API是美国石油学会（American Petroleum Institute）的缩略语。最新引擎機油認證為SP級別。

## API认证的使用
- API会标标志作为API认证最重要的组成部分，已经经美国注册登记，未经美国石油学会的许可任何组织和个人都不得使用。

使用API 认证,美國石油協會提供API会标标志作为申請方製作產品包裝使用，並要求產品建立可追蹤條碼供API協會監察。 
- API认证是API会标标志转让使用的授权活动。是API通过申请、检查、确认程序，向产品技术、制造、服务商提供符合API产品规范、质量保证体系的授权证书，允许其产品上使用API会标标志。

- 美国石油学会对API会标使用的说明

(1)只授予通过API认证的行銷組織
(2)不是对制造厂或公司的担保 
(3)不是对设计的赞同 
(4)不是对产品的担保 
(5）申請者保证经确认的产品，每一个都符合制造时的API规范
(6)API承认制造厂在遵守制定的API标准方面受到了API的信任